# 아메리카 쓰바키 신사

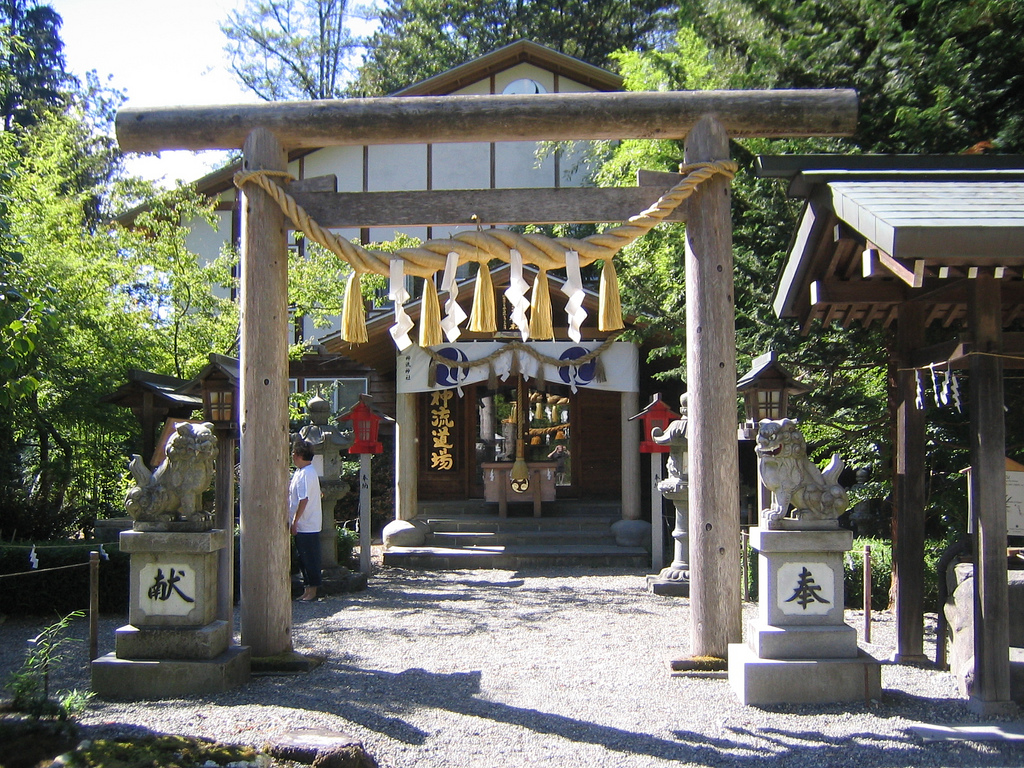
아메리카 쓰바키 신사

아메리카 쓰바키 신사(Tsubaki Grand Shrine of America/Tsubaki America Jinja, 일본어: アメリカ椿大神社/アメリカつばきおおかみやしろ)는 미국에 지어진 최초의 신토 신사이다. 1987년, 캘리포니아주 스톡턴에 지어졌지만 2001년에는 워싱턴주 그래니트폴스(Granite Falls)로 위치를 옮겼다.
쓰바키 아메리카 신사는 1997년에 2000번째 기념일을 맞이한 쓰바키오카미야시로(椿大神社)를 본사로 하며, 사루타히코(사루타히코노미코토, 사루타히코노오카미)라는 신을 모시고 있다.

## 같이 보기
- 신사 목록